# Điện Mặt Trời Trúc Sơn
Điện Mặt Trời Trúc Sơn là nhà máy điện Mặt Trời xây dựng trên vùng đất xã Trúc Sơn, huyện Cư Jút, tỉnh Đắk Nông, Việt Nam. Điện Mặt Trời Trúc Sơn có công suất lắp máy 44,4 MWp, sản lượng điện hàng năm từ 60 tới 103 triệu kWh, khởi công tháng 2 năm 2018, hoàn thành tháng 6 năm 2019.
Vùng thu năng lượng có diện tích 50,77 ha tại thôn 5, xã Trúc Sơn.

## Công trình liên quan
Tại cùng huyện cách cỡ 4 km có Điện Mặt Trời Cư Jút có công suất lắp máy 50 MWAC, khởi công tháng 6 năm 2017, khánh thành 4 năm 2019 12°35′48″B 107°52′22″Đ / 12,596762°B 107,872682°Đ.